# Peziza subrepanda
Peziza subrepanda är en svampart som beskrevs av Cooke & W. Phillips 1877. Peziza subrepanda ingår i släktet Peziza och familjen Pezizaceae.   Inga underarter finns listade i Catalogue of Life.